# موزیک‌برینز
موزیک‌برینز (به انگلیسی: MusicBrainz) دانشنامه موسیقی است که به صورت برخط در اینترنت قرار دارد. این وب‌گاه در سال ۲۰۰۰ و پس از خریداری سی‌سی‌دی‌بی توسط شرکت گریس‌نوت و تجاری شدن آن، ایجاد شد. در حال حاضر این پروژه زیر نظر بنیاد غیر انتقاعی متابرینز اداره می‌شود.

## تاریخچه
به گفتهٔ خود وب‌گاه، پروژه را رابرت کی به صورت تکی ایجاد کرد. سپس با گذشت زمان از ایدهٔ وی بسیار استقبال شد و کاربران بین‌المللی به آن پیوستند.

## روش کار
به مانند هر دانشنامهٔ دیگر، موزیک‌برینز به منظور جمع‌آوری اطلاعات در مورد موسیقی تا جایی که امکان دارد، ایجاد شده‌است. داده‌ها با استفاده از نرم‌افزار در پایگاه داده پست‌گرس‌کیوال نگه‌داری می‌شوند. برای تغییر یا اضافه کردن مطلب به پایگاه داده فرد باید در وب‌گاه ثبت نام کند. تغییر ایجادکردن با وب‌گاه نظیر ویکی‌پدیا تفاوت دارد از آنجا که هر تغییر در میان کاربران به رأی گذاشته می‌شود و پس از موافقت کاربران اعمال می‌شود. در عبن حال این وب‌گاه برای اضافه کردن مطالب دستورالعمل نگارشی نیز دارد.

## اجازه‌نامه
بیشتر اطلاعات موجود در وب‌گاه با اجازه‌نامهٔ مالکیت عمومی منتشر می‌شوند، قسمت‌هایی از آن با پروانه کرییتیو کامنز (CC BY-NC-SA) که امکان استفادهٔ غیر تجاری را فراهم می‌کند، در اینترنت قرار دارند.

## محصولات مرتبط
- موزیک‌برینز پیکارد
- کتابخانه موزیک‌برینز